# Rose Cleveland
Rose Elizabeth Cleveland, född 13 juni 1846, död 22 november 1918, fungerade som USA:s första dam 1885–1886, under början av sin bror Grover Clevelands första tid som president.

## Biografi
Rose Cleveland var det yngsta av Richard Falley Cleveland och  Ann Neal Clevelands nio barn. Fadern dog när hon var sju. Hon kom att arbeta som lärare och tog också hand om sin mor till dennas död 1882. Hon undervisade också i söndagsskola.
När hennes ogifte bror Grover Cleveland blev USA:s president 1885, fick Rose Cleveland rollen som USA:s första dam och bodde i Vita huset. Hennes bror gifte sig 1886 med Frances Folsom som efter giftermålet övertog rollen som första dam och Vita husets värdinna. Pressen rapporterade om hennes kläder, men hon beskrevs som en "blåstrumpa" (feminist), som var mer intresserad av att arbeta för flickors utbildning än att hålla middagar för diplomatfruar.
Rose Cleveland var verksam som föreläsare och författare. Hon var redaktör för Literary Life och publicerade flera böcker, bland annat George Eliot's Poetry, and other Studies (1885) och romanen The Long Run (1886), How to Win: A Book for Girls (1887, tillsammans med Frances Willard) samt översatte och skrev inledning till en bok av Augustinus.
Under 1890-talet inledde Cleveland en lesbisk relation med Evangeline Simpson. Den tog slut när Simpson gifte sig med en biskop, men de båda kvinnorna återupptog sin relation efter att Simpson blev änka och de levde tillsammans i Italien till Cleveland avled i spanska sjukan 1918.